# The Peel Sessions (álbum de New Order)
The Peel Sessions é uma compilação de dois EPs da banda britânica de rock e música eletrônica New Order, lançada em 1990 e relançada em 2000, com o título de The John Peel Sessions. Ele contém registros de duas apresentações da banda no programa do famoso DJ britânico John Peel, as Peel Sessions, gravadas em 1981 e 82.

## Faixas
1. "Truth"
2. "Senses"
3. "ICB"
4. "Dreams Never End"
5. "Turn The Heater On"
6. "We All Stand"
7. "Too Late"
8. "5-8-6"